# Concierto para flauta y arpa (Mozart)

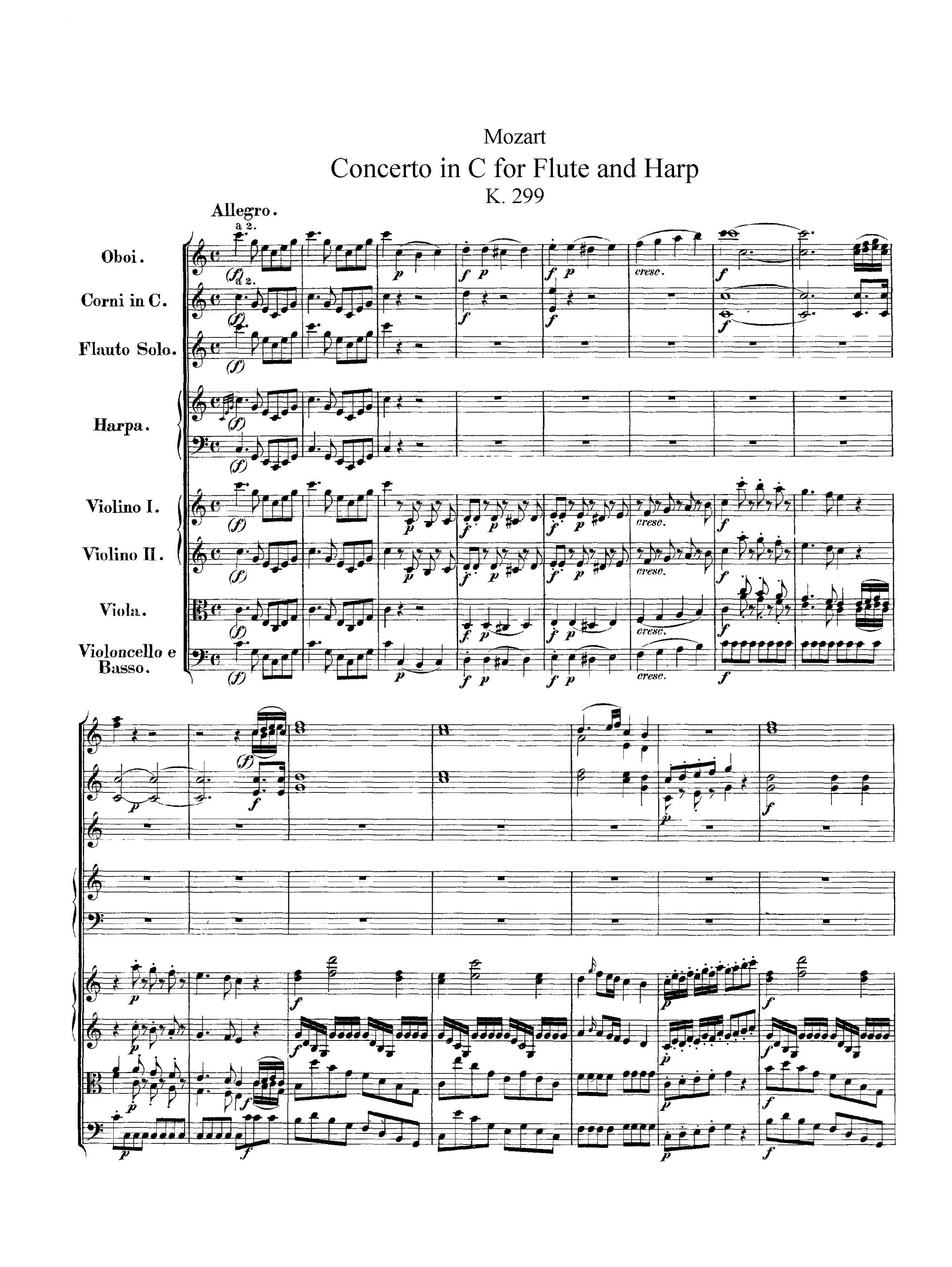
Comienzo del primer movimiento.

El Concierto para flauta y arpa en do mayor, K. 299/297c de Wolfgang Amadeus Mozart, es uno de los dos conciertos dobles que escribió y su única pieza para arpa. El concierto es uno de los más populares en el repertorio del instrumento.

## Historia
El concierto fue escrito en abril de 1778 durante un viaje desde París hasta la corte de Guînes. Fue encargado, aunque nunca pagado, por Adrien-Louis de Bonnières, Duque de Guînes, que era flautista y tenía una hija arpista que recibía de Mozart lecciones de composición.

## Estructura
La orquestación es para flauta solista, arpa solista, 2 oboes, 2 trompas y cuerda.
Consta de tres movimientos:
- Allegro, en 4/4 y en Do mayor. Es un movimiento en el que la orquesta expone dos temas (el segundo, con introducción de trompa), ambos según la forma sonata. Se caracteriza este movimiento por los largos diálogos entre los solistas y la orquesta. Abarca 265 compases.
- Andantino, en 3/4 y en Fa mayor, en el que el tema, expuesto por la cuerda antes de ser retomado por los solistas, se somete a cuatro variaciones; hacia el final de la cuarta, una cadenza desemboca en una coda en la que la orquesta y los solistas se centran en el tema. Este movimiento abarca 118 compases.
- Rondeau - Allegro, en 2/2 con ritmo de gavota y en Do mayor. La forma de este movimiento es la de sonata rondó; la diferencia con la forma sonata es que la tercera vez que se emplea la sección A se hace en la homónima menor (en este caso, Do menor). Mozart saca buen partido de las mejoras que se le habían hecho al arpa en la época, con el trabajo de Hochbrucker,[4] Érard y Krumpholz. Este movimiento abarca 392 compases.

La interpretación del concierto dura unos 30 minutos.